# بامزی

بامزی، قوی ترین خرس جهان

بامزی، قوی‌ترین خرس جهان (به سوئدی: Bamse – Världens starkaste björn) یک سریال انیمیشن و کمیک سوئدی مخصوص کودکان است که برای اولین بار در سال ۱۹۶۶ پخش گردید. این کارتون در ایران نیز به صورت دوبله سال‌ها از تلویزیون پخش گردید. تا سال ۱۹۷۵ تمام کارهای هنری فیلم برعهده خود اندرسون بود و پس از آن تا سال ۱۹۹۰ نویسندگی مجموعه را شخصاً انجام می‌داد. شلمان دیگر شخصیت معروف کارتون می‌باشد.همچنین سینمایی بامزی در سال ۲۰۱۴ تولید شد.

## صداپیشگان نسخهٔ فارسی
- مدیر دوبلاژ: ژاله علو
- راوی: شمسی فضل‌الهی
- بامزی: ناهید امیریان شمس‌آبادی
- جامپی کوچولو: نوشابه امیری
- شلمان: اصغر افضلی
- آقا گرگه: کنعان کیانی
- مادر بزرگ بامزی: شمسی فضل‌الهی
- جانسون: نوشابه امیری
- آقا موشه: ناهید امیریان شمس‌آبادی
- گویندگان نقشهای فرعی (خانواده آقا روباهه، ماهی، عنکبوت، فیل، صاحب الاغ، داور مسابقه و…): کنعان کیانی، مهدی آرین‌نژاد، شهروز ملک‌آرایی